# Ulzhan
Ulzhan és una pel·lícula franco-germano-kazakh dirigida per Volker Schlöndorff el 2007.

## Argument
Ulzhan  explica el periple d'un home francès, Charles, a través del Kazakhstan. Personatge de vegades estrany, només intenta fugir d'una vida tràgica, i estar sol per a aquest últim viatge. Però en el seu camí coneix Ulzhan, una noia que abandona el seu poble per tal d'acompanyar-lo, i de la qual no es podrà desfer. Travessant estepes i muntanyes a cavall, a peu o en moto, aquests dos personatges aprendran a conèixer-se i trobaran nombroses coses inesperades, sobretot un motorista original, Shakuni, comerciant en paraules... L'espectador descobreix així just el que cal de la vida de Charles per comprendre el seu viatge.

## Repartiment
- Philippe Torreton: Charles
- Ayanat Ksenbai: Ulzhan
- David Bennent: Shakuni
- Maximilien Muller: Eric